# Paulo Alexandre Loução
Paulo Alexandre Loução (Lisboa, 1964) é um escritor, historiador e filósofo português. Estudioso das culturas antigas e da arte manuelina, possui obra publicada, particularmente, nos domínios da história simbólica de Portugal e das suas tradições. É coordenador editorial da revista Acrópole, director de conteúdos do projecto Ésquilo e coordenador do Círculo de Estudos de Matemática e Geometria Sagradas Lima de Freitas.

## Obras publicadas
- O Espírito dos Descobrimentos Portugueses (1998)
- A Viagem de Vasco da Gama (1998, com Carlos Alberto Santos)
- Os Templários na Formação de Portugal (1999)
- A Descoberta do Brasil (2000)
- Portugal: Terra de Mistérios (2001)
- A Alma Secreta de Portugal (2002)
- Dos Templários à Nova Demanda do Graal (2004)
- Lugares Mágicos de Portugal e Espanha (2007, com Tomás Martinez e Jesus Callejo)
- Mozart e os Mistérios Iniciáticos (2007, com Maria do Sameiro Barroso e José Manuel Anes)
- Dinis: O Rei Civilizador (2009, com Maria Máxima, José Carlos Fernández e Helena Barbas)
- Grandes Enigmas da História de Portugal - Volume I (2009, com Miguel Sanches de Baena)
- Grandes Enigmas da História de Portugal - Volume II (2009, com Miguel Sanches de Baena)
- Experiências de Quase Morte: Relatos Verídicos (2010, com Manuel Domingos e Patrícia Costa Dias)
- Grandes Enigmas da História de Portugal - Volume III (2011, com Miguel Sanches de Baena)
- Lugares Inesquecíveis de Portugal (2011)
- A Magia das Aldeias de Montanha (2013)
- A Profecia de João XXIII (2017)